# Hesydrus habilis
Pour les articles homonymes, voir Hesydrus et Habilis.
Espèce
Synonymes
- Triclaria habilis O. Pickard-Cambridge, 1896

Hesydrus habilis est une espèce d'araignées aranéomorphes de la famille des Trechaleidae.

## Distribution
Cette espèce se rencontre au Panama, au Costa Rica et au Guatemala.

## Description
La carapace du mâle décrit par Carico en 2005 mesure 4,8 mm de long sur 4,8 mm de large et celle de la femelle mesure 5,0 mm de long sur 5,0 mm de large.

## Publication originale
- O. Pickard-Cambridge, 1896 : Arachnida. Araneida. Biologia Centrali-Americana, Zoology. London, vol. 1, p. 161-224 (texte intégral).